# Phanerotomella albipalpis
Phanerotomella albipalpis är en stekelart som först beskrevs av Cameron 1912.  Phanerotomella albipalpis ingår i släktet Phanerotomella och familjen bracksteklar. Inga underarter finns listade i Catalogue of Life.